# Серый остроклювый певун
Серый остроклювый певун (лат. Conirostrum cinereum) — вид птиц из семейства танагровых. Птицы обитают в субтропических и тропических сильно деградированных лесах и (низменных) влажных и горных кустарниковых зарослях и в городских местностях, на высоте 0—3500, иногда до 4000 метров над уровнем моря. Длина тела 11—12 см, масса около 8 грамм.
Выделяют три подвида:
- Conirostrum cinereum fraseri P. L. Sclater, 1859 — на юге центральных и восточных Анд от департамента Каука (Колумбия) южнее до южного Эквадора;
- Conirostrum cinereum littorale Berlepsch & Stolzmann, 1896 — на западных побережьях и западных склонах Анд от Кахамарка и восточных склонов Анд долины реки Мараньон (запад и северо-восток Перу) южнее до области Тарапака (север Чили).
- Conirostrum cinereum cinereum d’Orbigny & Lafresnaye, 1838 — центральные высокогорья и восточных склонах Анд Перу — от региона Уануко южнее до департаментов Ла-Пас, Кочабамба и Потоси (северная Боливия) и северного Чили.